# Lucas Cranach starszy

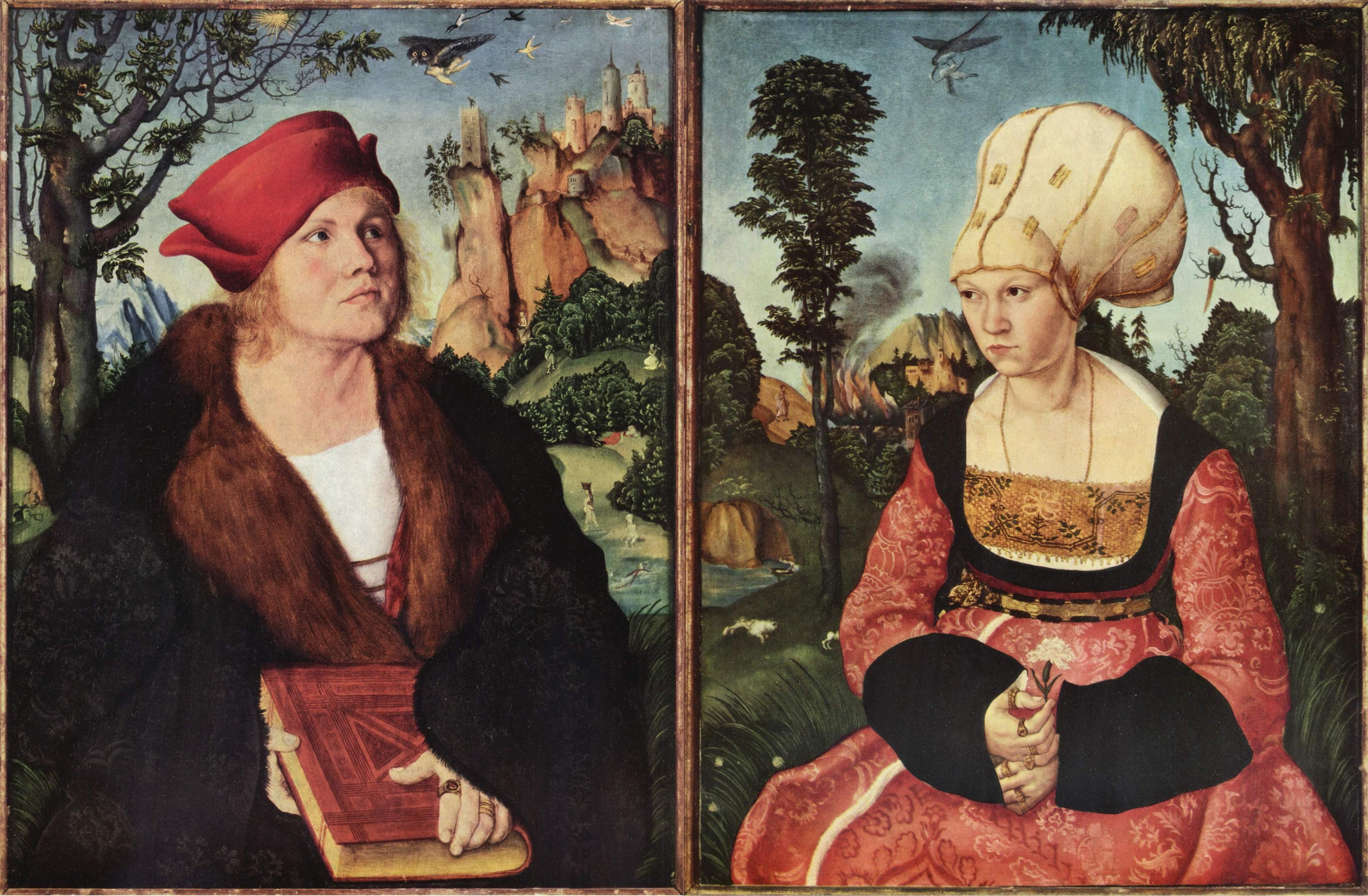
Portret Johannesa i Anny Cuspinianów, około 1502–1503 roku, Winterthur, Am Römerholz

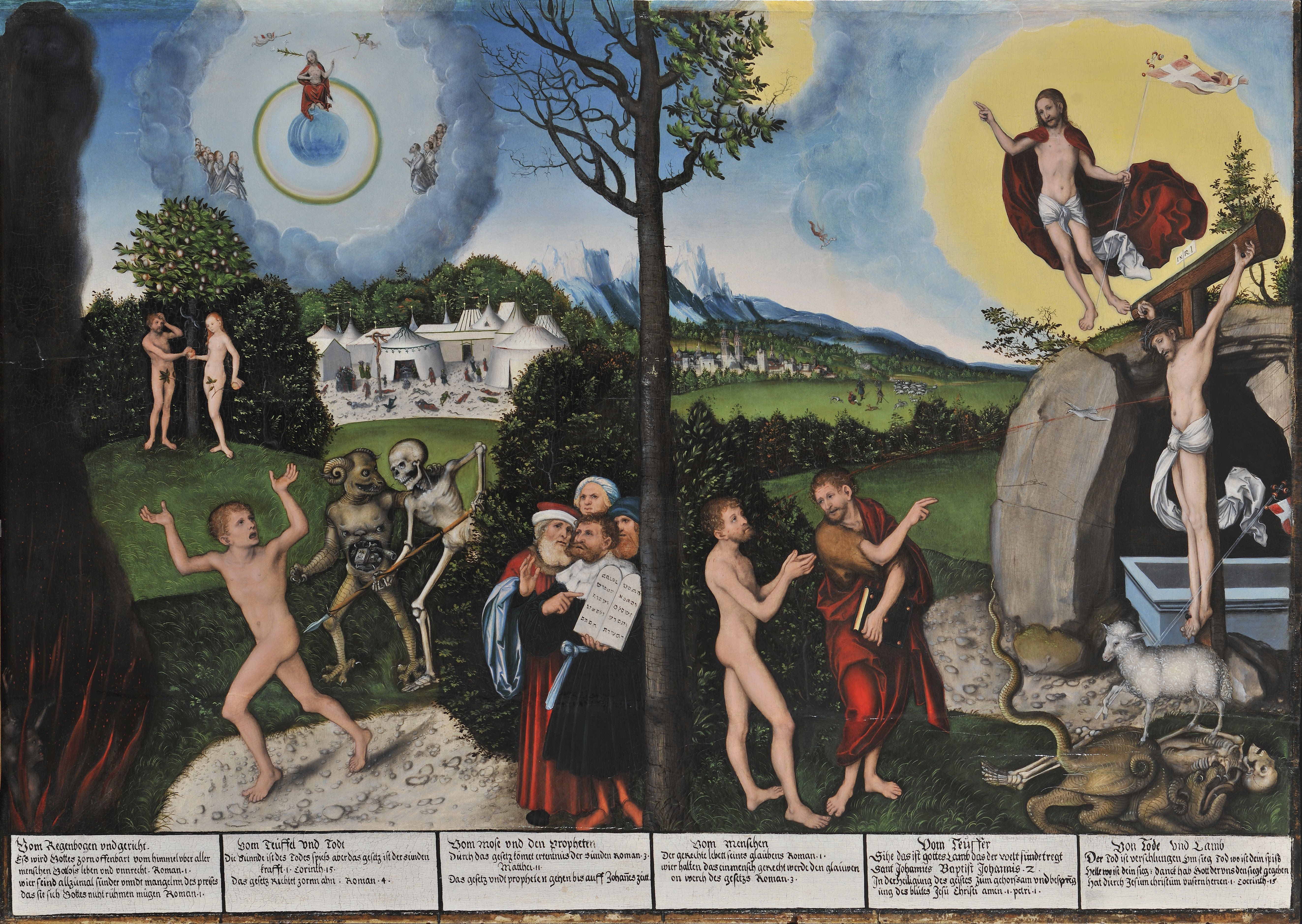
Prawo i łaska, 1529 rok, Gotha, zamek Friedenstein

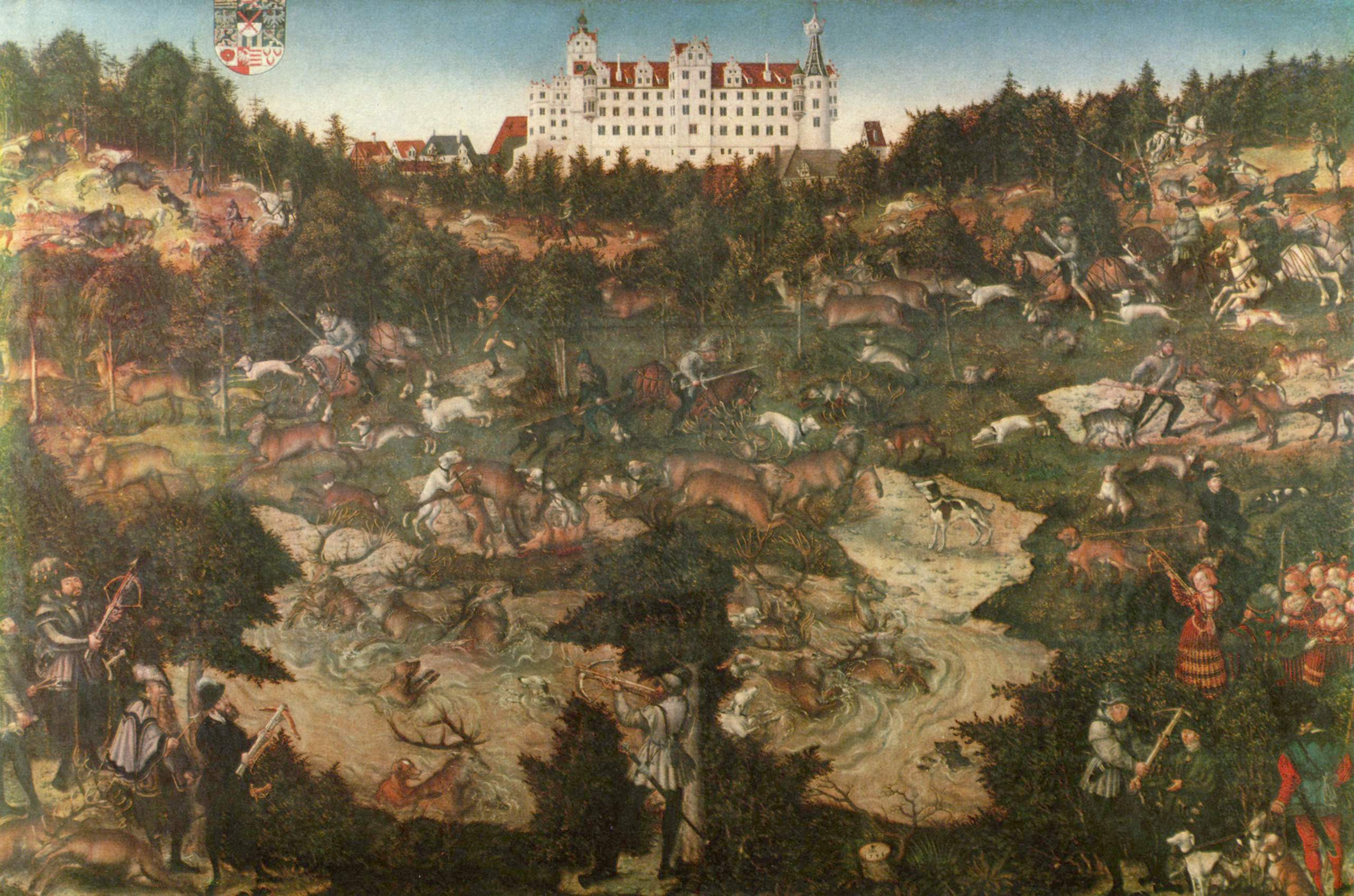
Polowanie koło zamku w Torgau, 1544 rok, Madryt, Prado

Lucas Cranach starszy (ur. 1472 w Kronach, zm. 16 października 1553 w Weimarze) – niemiecki malarz i grafik epoki renesansu, ojciec malarzy Lucasa Cranacha młodszego i Hansa.

## Życiorys

### Wczesne lata i pobyt w Wiedniu
Lucas Cranach uczył się rysować od swojego ojca jeszcze jako dziecko. Jego nazwisko brzmiało Suender, Sunder, Sonder lub Müller. Później przyjął nazwisko od miejsca swych urodzin. Przed 1500 rokiem udał się w podróż przez południowe Niemcy w górę Dunaju, aż dotarł do Wiednia, gdzie przebywał w latach 1501–1504. Gościł w kręgach humanistycznych. W tym czasie jego styl był zbliżony do malarstwa Albrechta Dürera i mistrzów tworzących tzw. szkołę naddunajską, której cechy szybko pojawiły się we wczesnych obrazach Cranacha takich jak Odpoczynek w drodze do Egiptu, dwóch wersjach Ukrzyżowania (w zbiorach monachijskiej Starej Pinakoteki i wiedeńskiego Kunsthistorishes Museum) oraz portretach Johannesa i Anny Cuspinianów. Równorzędnym elementem kompozycji, wraz z określonym przedstawieniem, był malowniczy i rozległy krajobraz oparty na wnikliwych obserwacjach natury.

### Pobyt w Wittenberdze i lata świetności
W roku 1505 zamieszkał w Wittenberdze i został nadwornym malarzem księcia-elektora Fryderyka Mądrego. W 1508 roku książę nadal Cranachowi herb ze skrzydlatym wężem. W tym samym roku na zlecenie tegoż księcia artysta wyjechał do Niderlandów. W następnym roku Cranach otrzymał z rąk elektora tytuł szlachecki. Tym samym artysta stał się nadwornym portrecistą wielu saskich notabli, a także przedstawicieli lokalnego Kościoła, z arcybiskupem Moguncji i Halle Albrechtem Brandenburskim na czele. W roku 1510 Cranach ożenił się z Barbara Brengebier, córką burmistrza Goty. Przy Schloßstraße 1 w Wittenberdze wybudował swój dom, gdzie założył duży warsztat i pracownię artystyczną. Następne stał się ojcem Hansa i Lucasa (urodzili się w 1513? i w roku 1515) oraz Ursuli i Barbary (1517 i 1519). Obydwaj synowie zostali malarzami. W roku 1520 Cranach uzyskał przywilej aptekarski. W tym samym roku urodziła się jego córka Anna, jej ojcem chrzestnym został Marcin Luter, z którym artysta od dłuższego czasu utrzymywał przyjacielskie relacje, co poświadczają liczne portrety Lutra jeszcze jako katolickiego augustianina, a następnie jako reformatora. Od 1523 roku przez krótki czas Cranach prowadził drukarnie, później księgarnię. Na ślubie Marcina Lutra z Kathariną von Bora Cranach wraz z żona byli ich świadkami. Cranach był również ojcem chrzestnym pierwszego syna Lutra – Johannesa. Ponadto artysta zaprzyjaźnił się z innymi uczonymi przedstawicielami reformacji, wśród nich był Philipp Melanchton, który częstokroć był portretowany przez artystę, który przeszedł na luteranizm i poznawszy nowe doktryny artystyczne tworzył liczne obrazy, wprowadzając schematy ikonograficzne, oparte głównie na Piśmie Świętym. Dla katolickich zleceniodawców wykonywał wciąż obrazy oparte na dawnej tradycji ikonograficznej (m.in. wizerunki Marii i świętych), przy czym w jego malarstwie religijnym prym wiodły tematy biblijne. Od około roku 1525 zaczął częściej malować wspólnie z synami: Lucasem (m.in. współpraca przy malowidłach ołtarza głównego w kościele NMP) i Hansem, który za życia ojca zmarł w 1537 roku, w Bolonii. Trzy lata później zmarła jego żona Barbara. Cranach uchodził za jednego z najbardziej poważanych i najbogatszych mieszkańców Wittenbergi. Był wieloletnim członkiem Rady Miejskiej i trzykrotnie piastował urząd burmistrza. Wówczas służył takim elektorom jak Jan, Konstanty i Jan Fryderyk I Saksoński.

### Pobyt w Weimarze i ostatnie lata życia
W 1547 roku u cesarza Karola V Cranach prosił o łaskę dla wziętego do niewoli elektora Jana Fryderyka. Z tego powodu odwiedził m.in. Innsbruck i Augsburg, gdzie miał się zetknąć z Tycjanem. W 1550 roku Cranach pojechał z księciem elektorem do Weimaru. Tam w roku 1553 zmarł w wieku 81 lat, jako autor ponad 400 dzieł. Po śmierci artysty, jego syn Lucas przejął pracownię i kontynuował twórczość ojca.

## Twórczość i charakterystyka stylu artysty
Lucas Cranach starszy należy do głównych przedstawicieli niemieckiego Odrodzenia, jednakże często zmieniał swój styl w malarstwie, balansując między późnym gotykiem, renesansem a manieryzmem. Podczas pobytu w Bawarii i Austrii w swoim malarstwie preferował tradycję późnogotycką, przede wszystkim w malarstwie religijnym, natomiast portrety nacechowane są italianizującym realizmem, wszakże nieobce późnemu gotykowi, lecz poświadczające silny wpływ renesansu. Wówczas namalował takie obrazy jak: Święty Hieronim (1502), Ukrzyżowanie (1503), Odpoczynek w czasie ucieczki do Egiptu (1504) oraz w liczne portrety tym podwójny Portret Johannesa i Anny Cuspinianów, nieznanego Uczonego oraz innych profesorów uniwersyteckich i wiedeńskich humanistów. Wykonany przez Albrechta Dürera rysunkowy portret Cranacha poświadcza znajomość obu artystów, Cranach pod wpływem Norymberczyka rozwinął swój styl malarski, a ponadto zaczął preferować grafikę, czego przykładem są drzeworyty przedstawiające Ukrzyżowanie.
W trwającym kilka dekad okresie wittenberskim Lucas Cranach starszy przeżywał swoją świetność pod każdym względem. Stworzył wielką pracownię, gdzie przy pomocy licznych współpracowników, a następnie swoich dwóch synów przyczynił się do obfitej produkcji malarskiej i graficznej. Znacznie poszerzył swoje horyzonty zarówno na polu treściowym i tematycznym, jak formalnym i stylistycznym, w wyniku czego styl Cranacha zawiera w sobie nie tylko inspiracje z gotyckiej spuścizny, lecz przede wszystkim ukształtował swego rodzaju odmianę renesansu w Rzeszy, ponadto wzbogacił styl przez inspiracje manieryzmem, głównie północnym. Uznanie wśród elit Saksonii i liczne zamówienia znanych osobistości uczyniły Cranacha czołowym portrecistą renesansu, z drugiej strony zaś nadmiar zamówień przyczynił się do niestabilności poziomu artystycznego, sporo dzieł ma charakter warsztatowy i odbiega od wysokiej jakości dzieł wykonanych przez samego mistrza. W portretach często balansował między studium postaci a szczegółowymi analizami materii, co poświadczają „jubilersko” malowane kostiumy portretowanych postaci, niekiedy szczegóły kostiumologiczne kontrastują z ogólnie zarysowaną fizjonomią postaci. Wpływ renesansu widoczny jest przez wzbogacenie w twórczości Cranacha zakresu tematycznego o wątki mitologiczne i alegoryczne. Postawa artysty wobec dziedzictwa antycznego była relatywna, ze względu na wybieranie określanych tematów, które były powielane w mniej, lub bardziej różnorodnych wariantach. Wybór tematu był częstokroć podyktowany preferencjami artysty, częstokroć malował akty kobiece, stąd głównymi mitologicznymi tematami i bohaterami w twórczości Cranacha były sąd Parysa oraz Nimfa przy fontannie, Lukrecja, Apollo i Diana, Wenus i Kupidyn kradnący miód. Niektóre z tematów m.in. wersje Lukrecji, Herkules i Omfale stanowiły dla Cranacha okazję do analizy kostiumologicznej. Specyficzny charakter mają wielopostaciowe obrazy o tematyce alegorycznej, m.in. Złoty- i Srebrny Wiek, Ogród Młodości które obrazują swego rodzaju wizję idealnego świata. Kilkakrotnie Cranach malował Melancholię, w której na wzór Dürera przedstawiał istotę melancholijną, której temperament zdominowany jest przez „czarną energię” bądź czarny „humor”, stan przejmującej goryczy, którą zawiaduje Saturn, władca ciemności i zimna. Podobnie jak u Norymberczyka melancholia nie jest bynajmniej złym stanem psychicznym, lecz myśleniem o rozterce i nierozstrzygniętym problemem.
Dziedzictwo artystyczne Lucasa Cranacha starszego i jego rodu odzwierciedla ówczesne ideały panujące w Saksonii oraz tamtejsze prądy i tendencje artystyczne, kulturalne, społeczne i religijne.
Jedno z jego słynnych dzieł „Madonna z dzieciątkiem” zwana Głogowską zostało zrabowane przez rosyjską armię czerwoną i jest przechowywane w Muzeum Puszkina w Moskwie.

### Dzieła artysty

#### Lata 1500–1510
| Tytuł obrazu                                    | Rok powstania   | Technika                | Wielkość                               | Miejsce przechowywania                                                                  | Grafika |               |              |                                          |  |
| ----------------------------------------------- | --------------- | ----------------------- | -------------------------------------- | --------------------------------------------------------------------------------------- | ------- | ------------- | ------------ | ---------------------------------------- |  |
| Ukrzyżowanie                                    | Rok powstania   | Technika                | Wielkość                               | Miejsce przechowywania                                                                  | 1501    | olej na desce | 58,5 × 45 cm | Muzeum Historii Sztuki w Wiedniu, Wiedeń |  |
| Święty Hieronim                                 | 1502            | olej na desce           | 55,5 × 41,5 cm                         | Muzeum Historii Sztuki w Wiedniu                                                        |         |               |              |                                          |  |
| Portret Johannesa i Anny Cuspinianów            | 1502            | olej na desce           | 60,3 × 45,5 cm x 2                     | Oskar Reinhart Collection                                                               |         |               |              |                                          |  |
| Portret Johanna Stephana Reussa i jego małżonki | 1503            | olej na desce           | 54 × 39 cm i 52,6 × 36,7               | Portret Johanna w Germanisches Nationalmuseum, Portret małżonki Reussa w Gemäldegalerie |         |               |              |                                          |  |
| Ukrzyżowanie                                    | 1503            | olej na desce           | 138 × 99 cm                            | Stara Pinakoteka                                                                        |         |               |              |                                          |  |
| Ucieczka do Egiptu                              | 1504            | olej na desce           | 70.9 × 53 cm                           | Gemäldegalerie Berlin                                                                   |         |               |              |                                          |  |
| Ołtarz św. Katarzyny (awers)                    | 1506            | olej na desce           | 124 × 67 cm, 126 × 141 cm. 124 × 67 cm | Galeria Obrazów Starych Mistrzów, Drezno                                                |         |               |              |                                          |  |
| Ołtarz św. Katarzyny (rewers)                   | 1506            | olej na desce           | 123 × 67 cm                            | National Gallery, Londyn                                                                |         |               |              |                                          |  |
| Portret oblubienicy                             | ok. 1500 – 1506 | olej na desce           | 41.9 × 33.5 cm                         | Germanisches Nationalmuseum                                                             |         |               |              |                                          |  |
| Ołtarz Rodziny Marii                            | 1509            | olej na desce           | 120 × 188 cm                           | Städel, Frankfurt nad Menem                                                             |         |               |              |                                          |  |
| Lukrecja                                        | 1509–1510       | olej na desce           | 60,3 × 48,9 cm                         | własność prywatna                                                                       |         |               |              |                                          |  |
| Madonna pod jodłami                             | 1510            | olej na desce           | 71 × 57 cm                             | Muzeum Archidiecezjalne, Wrocław                                                        |         |               |              |                                          |  |
| Adam i Ewa                                      | około 1510      | olej i tempera na desce | 59 × 44 cm                             | Muzeum Narodowe, Warszawa                                                               |         |               |              |                                          |  |

#### Lata 1511–1520
| Tytuł obrazu                              | Rok powstania     | Technika                | Wielkość        | Miejsce przechowywania                                                                     | Grafika         |               |                |                                     |  |
| ----------------------------------------- | ----------------- | ----------------------- | --------------- | ------------------------------------------------------------------------------------------ | --------------- | ------------- | -------------- | ----------------------------------- |  |
| Madonna z Dzieciątkiem i Jan Chrzciciel   | Rok powstania     | Technika                | Wielkość        | Miejsce przechowywania                                                                     | około 1512–1514 | olej na desce | 36,5 × 27,5 cm | Statens Museum for Kunst, Kopenhaga |  |
| Henryk Pobożny i Katarzyna Meklemburska   | 1514              | olej na desce           | 184,5 × 82,5 cm | Galeria Obrazów Starych Mistrzów, Drezno                                                   |                 |               |                |                                     |  |
| Rzeź niewiniątek                          | ok. 1515 Warsztat | olej i tempera na desce | 122,5 × 85 cm   | Muzeum Narodowe w Warszawie                                                                |                 |               |                |                                     |  |
| Tablica Dziesięciorga Przykazań           | 1516              | olej na desce           |                 | Collegium Augusteum, Wittenberga                                                           |                 |               |                |                                     |  |
| Mistyczne zaślubiny św. Katarzyny         | ok. 1516          | olej na desce           | 67,5 × 47,3 cm  | Muzeum Sztuk Pięknych w Budapeszcie                                                        |                 |               |                |                                     |  |
| Madonna z Dzieciątkiem i święta Katarzyna | 1518–1520         | tempera i olej na desce | 63 × 43 cm      | Muzeum Diecezjalne, Sandomierz                                                             |                 |               |                |                                     |  |
| Joachim II Hektora jako książę elektor    | 1520              | olej na desce           | 61,5 × 42 cm    | Zamek myśliwski Grunevald, Berlin                                                          |                 |               |                |                                     |  |
| Chrystus i jawnogrzesznica                | około 1520        | olej na desce           | 80,6 × 108,2    | Fränkische Galerie, Kronach (depozyt Państwowych Bawarskich Zbiorów Malarstwa w Monachium) |                 |               |                |                                     |  |
| Grupa Ukrzyżowania                        | około 1520        | olej na desce           | 67 × 46,5 cm    | Statens Museum for Kunst, Kopenhaga                                                        |                 |               |                |                                     |  |

#### Lata 1521–1530
| Tytuł obrazu                                         | Rok powstania | Technika                         | Wielkość        | Miejsce przechowywania                                                         | Grafika |               |  |           |  |
| ---------------------------------------------------- | ------------- | -------------------------------- | --------------- | ------------------------------------------------------------------------------ | ------- | ------------- |  | --------- |  |
| Matka Boska Wspomożenia Wiernych                     | Rok powstania | Technika                         | Wielkość        | Miejsce przechowywania                                                         | po 1523 | olej na desce |  | Innsbruck |  |
| Melancholia                                          | 1525          | olej na desce                    | 51 × 97 cm      | Statens Museum for Art, Kopenhaga                                              |         |               |  |           |  |
| Kardynał Albrecht Brandenburski jako święty Hieronim | 1525          | olej na desce                    | 116,5 × 77,5 cm | Hessisches Landesmuseum, Darmstadt                                             |         |               |  |           |  |
| Dziewczyna z niezapominajkami                        | 1526          | olej na desce                    | 34,9 × 23,8 cm  | Muzeum Pałacu Króla Jana III w Wilanowie                                       |         |               |  |           |  |
| Hans i Magrethe Luter                                | przed 1527    | olej na desce                    |                 | Wartburg koło Eisenach                                                         |         |               |  |           |  |
| Niedobrana para                                      | 1528          | olej na desce                    |                 | Stara Pinakoteka, Monachium                                                    |         |               |  |           |  |
| Sąd Parysa                                           | 1528          | olej na desce                    | 101,9 × 71,1 cm | Metropolitan Museum of Art                                                     |         |               |  |           |  |
| Adam i Ewa                                           | 1528          | olej na desce                    | 172 × 63 cm     | Galeria Uffizi, Florencja                                                      |         |               |  |           |  |
| Adam i Ewa                                           | 1528 Warsztat | olej i tempera na płycie lipowej | 17 × 27 cm      | Zamek Królewski, Warszawa                                                      |         |               |  |           |  |
| Sąd Parysa                                           | 1530          | olej na desce                    | 35 × 24 cm      | Staatliche Kunsthalle, Karlsruhe                                               |         |               |  |           |  |
| Judyta z głową Holofernesa                           | ok. 1530      | olej na desce                    | 89,5 × 61,9 cm  | Metropolitan Museum of Art, Nowy Jork                                          |         |               |  |           |  |
| Madonna z Dzieciątkiem                               | około 1530    | tempera na desce                 | 79,5 × 63 cm    | Klasztor Kanoników Regularnych Laterańskich przy kościele Bożego Ciała, Kraków |         |               |  |           |  |
| Złoty wiek                                           | około 1530    | olej na desce                    |                 | Stara Pinakoteka, Monachium                                                    |         |               |  |           |  |
| Święta Dorota                                        | około 1530    | tempera na desce                 | 77 × 59 cm      | Akademia Sztuk Pięknych, Wiedeń                                                |         |               |  |           |  |

#### Lata 1531–1540
| Tytuł obrazu                    | Rok powstania | Technika         | Wielkość                    | Miejsce przechowywania                                    | Grafika    |               |              |                              |             |
| ------------------------------- | ------------- | ---------------- | --------------------------- | --------------------------------------------------------- | ---------- | ------------- | ------------ | ---------------------------- | ----------- |
| Ewa                             | Rok powstania | Technika         | Wielkość                    | Miejsce przechowywania                                    | około 1531 | olej na desce | 52 × 44,4 cm | Muzeum Narodowe we Wrocławiu | Cranach Eve |
| Matka Boska z Dzieciątkiem      | 1531/1532     | olej na desce    |                             | Kościół Świętego Wolfganga, Schneeberg                    |            |               |              |                              |             |
| Święte Katarzyna i Barbara      | 1532          | olej na desce    | 61 × 20 cm (każde skrzydło) | Museum Mayer van den Bergh, Antwerpia                     |            |               |              |                              |             |
| Melancholia                     | 1532          | olej na desce    | 76,5 × 56 cm                | Musée d'Unterlinden, Colmar                               |            |               |              |                              |             |
| Chrystus i jawnogrzesznica      | 1535          | olej na desce    | 82,5 × 121 cm               | Muzeum Sztuk Pięknych, Budapeszt                          |            |               |              |                              |             |
| Trzy Gracje                     | 1535          |                  |                             | Nelson-Atkins Museum of Art, Kansas City                  |            |               |              |                              |             |
| Portret Marcina Lutra           | 1535          | olej na desce    |                             | Uffizi, Florencja                                         |            |               |              |                              |             |
| Sybilla, Emilia i Sydonia Saska | 1535          | olej na desce    | 62 × 89 cm                  | Kunsthistorishes Museum, Wiedeń                           |            |               |              |                              |             |
| Herkules i Omfale               | 1537          | olej na desce    |                             | Galeria Malarstwa i Rzeźby Muzeum Narodowego w Poznaniu   |            |               |              |                              |             |
| Chrystus błogosławiący dzieci   | 1537          | tempera na desce | 77,5 × 122                  | Zamek Królewski na Wawelu Państwowe Zbiory Sztuki, Kraków |            |               |              |                              |             |
| Wenus i Amor kradnący miód      | 1537          | olej na desce    | 174,5 × 65,5 cm             | Gemäldegalerie, Berlin                                    |            |               |              |                              |             |
| Herkules i Omfale               | 1537          | olej na desce    | 82 × 119 cm                 | Herzog Anton Ulrich-Museum, Brunszwik                     |            |               |              |                              |             |
| Diana i Akteon                  | 1540          | deska            | 50 × 73 cm                  | Wadsworth Atheneum, Hartford                              |            |               |              |                              |             |

#### Lata 1541–1550
| Tytuł obrazu               | Rok powstania                                                  | Technika | Wielkość | Miejsce przechowywania   | Grafika  |  |  |                                    |  |
| -------------------------- | -------------------------------------------------------------- | -------- | -------- | ------------------------ | -------- |  |  | ---------------------------------- |  |
| Chrzest Chrystusa          | Rok powstania                                                  | Technika | Wielkość | Miejsce przechowywania   | ok. 1546 |  |  | Cleveland Museum of Art, Cleveland |  |
| Ołtarz Ostatniej wieczerzy | 1547 Lucas Cranach namalował ten obraz wspólnie ze swoim synem |          |          | Kościół NMP, Wittenberga |          |  |  |                                    |  |

#### Lata 1551–1560
| Tytuł obrazu        | Rok powstania | Technika      | Wielkość | Miejsce przechowywania                  | Grafika       |               |                |                             |  |
| ------------------- | ------------- | ------------- | -------- | --------------------------------------- | ------------- | ------------- | -------------- | --------------------------- |  |
| Niedobrana para     | Rok powstania | Technika      | Wielkość | Miejsce przechowywania                  | 1550 Warsztat | olej na desce | 74,5 × 48,5 cm | Muzeum Narodowe w Warszawie |  |
| Ołtarz Ukrzyżowania | 1555          | olej na desce |          | Kościół Świętych Piotra i Pawła, Weimar |               |               |                |                             |  |